# Pierre Girod
Pierre Girod (Genève, 13 juli 1776 - aldaar, 30 maart 1844) was een Zwitsers advocaat, rechter, hoogleraar en politicus.

## Biografie
Pierre Girod was een zoon van Jacob Girod, zie zetelde in de Conseil des Deux-Cents, en van Anne Lacaussade. In 1809 huwde hij Jeanne-Louise-Renée Jolivet. Zij was dochter van Pierre Jolivet, die lid was van de regering van de Republiek Genève en die in 1794 werd verbannen door een revolutionaire rechtbank.
Na zijn studies in de rechten in Genève (1797), Berlijn en Parijs (1798) werd hij advocaat. Van 1906 tot 1823 was hij hoogleraar privaatrecht aan de academie van Genève. In 1810 werd hij plaatsvervangend rechter in de rechtbank van eerste aanleg.
Na de Franse periode en de aansluiting van Genève bij de Zwitserse Confederatie was Girod van 1814 tot 1822 lid van de Conseil représentatif en in 1819 en 1828 ook van de Tagsatzung. Van 1823 tot 1841 zetelde hij in de Staatsraad van Genève. Als conservatief lid van de Staatsraad verzette hij zich tegen de afzetting van regeringsleden en de verlaging van de kiescijns. Hij verzette zich ook tegen het progressieve beleid van Jean-Jacques Rigaud.
- Gemeinsame Normdatei: 116647531
- Historisch woordenboek van Zwitserland: 007223
- International Standard Name Identifier: 0000 0000 8058 2960
- Virtual International Authority File: 122107778